# Unterseeboot 11 (1935)
Pour les articles homonymes, voir Unterseeboot 11.
Le Unterseeboot 11 ou U-11 est un sous-marin allemand (U-Boot) de type II.B utilisé par la Kriegsmarine pendant la Seconde Guerre mondiale.
Comme les sous-marins de type II étaient trop petits pour des missions de combat dans l'océan Atlantique, il est affecté en mer du Nord et en Mer Baltique à des tâches de formation et d'entraînement.

## Présentation
Mis en service le 21 septembre 1935, l'U-11 a servi uniquement comme sous-marin d’entrainement pour les équipages, de 1935 à 1944 au sein de la U-Bootschulflottille en passant par la 1., la 21., la 15. et la 22. Unterseebootsflottille
L'Unterseeboot 11 est désarmé à Kiel le 5 janvier 1945 pour être ensuite sabordé le 3 mai 1945 à la suite de l'ordre donné par l'amiral Karl Dönitz, bien que ne naviguant déjà plus depuis plusieurs mois.

## Affectations
- U-Bootschulflottille du 1er septembre 1935 au 1er août 199 à Wilhelmshaven en tant que navire-école
- U-Bootschulflottille du 1er septembre 1939 au 30 juin 1940 à Wilhelmshaven en tant que navire-école
- 1. Unterseebootsflottille du 1er juillet 1940 au 30 novembre 1940 à Kiel en tant que navire-école
- 21. Unterseebootsflottille du 1er décembre 1940 au 1er mai 1941 à Neustadt en tant que navire-école
- 5. Unterseebootsflottille du 1er octobre 1941 au 28 juillet 1943 à Kiel en tant que navire-école
- 22. Unterseebootsflottille du 1er mars 1943 au 1er décembre 1944 à Gotenhafen en tant que navire-école

## Commandements
- Kapitänleutnant Hans-Rudolf Rösing du 21 septembre 1935 au 1er octobre 1937
- Kapitänleutnant Viktor Schütze du 13 août 1398 au 4 septembre 1939
- Georg Peters du 5 septembre 1939 au 22 mars 1943
- Oberleutnant zur See Gottfried Stolzenburg du 23 mars 1943 au 13 juillet 1944
- Oberleutnant zur See Günter Dobenecker du 14 juillet au 15 décembre 1944

Nota: Les noms de commandants sans indication de grade signifie que leur grade n'est pas connu avec certitude à notre époque à la date de la prise de commandement.

## Navires coulés
L'Unterseeboot 11 étant un navire-école n'a pas participé à de patrouille, et n'a donc, pas conséquence, ni coulé, ni endommagé de navire marchand ennemi.